# Sian Barbara Allen
Sian Barbara Allen, geboren als Barbara Susan Pokrass (* 12. Juli 1946 in Reading, Pennsylvania; † 31. März 2025 in Chapel Hill, North Carolina) war eine US-amerikanische Schauspielerin und Schriftstellerin.

## Leben und Wirken
Sian Barbara Allen wollte bereits als Teenager unbedingt Schauspielerin werden und erhielt 1964 ein Stipendium für die künstlerische Ausbildung am Pasadena Playhouse. 1965 ging sie mit mehreren kleinen Repertoirebühnen auf Theatertourneen, ehe sie zu Beginn der 1970er Jahre vom Fernsehsender Public Broadcasting Service erstmals vor die Kamera geholt wurde. Sian Barbara Allen spielte vor allem Gastrollen in einer Fülle von Serien, darunter Rauchende Colts, FBI, Dr. med. Marcus Welby, Detektiv Rockford – Anruf genügt, Hawaii Fünf-Null, Owen Marshall – Strafverteidiger, Bonanza, Kojak – Einsatz in Manhattan, Cagney & Lacey, Der unglaubliche Hulk sowie in mehreren Folgen von Die Waltons, wo sie die Freundin John Boys verkörperte, und in der Folge Ein Hauch von Mord der Serie Columbo, wo man sie als Opfer eines hinterhältigen Mordanschlags sehen konnte.
Meist wurde die Künstlerin als schüchterne und ein wenig farblose junge Frau eingesetzt, Typ unauffällige, „graue Maus“. In diesen frühen Jahren erhielt Sian Barbara Allen auch zwei interessante Kinoangebote: In dem Drama Ausgeliefert spielte sie 1972 ein gehörloses Mädchen an der Seite von Patty Duke, und in dem Spätwestern Begrabt die Wölfe in der Schlucht konnte man sie zwei Jahre darauf an der Seite von Gregory Peck sehen. Die im erstgenannten Film gezeigte darstellerische Leistung brachte Allen 1973 die Nominierung für den Golden Globe Award ein. Mit Beginn der 1980er Jahre reduzierte die Schauspielerin ihre Tätigkeit vor der Kamera merklich und wandte sich der Schriftstellerei zu. Ihre Geschichten veröffentlichte sie unter diversen Alias-Namen in Printmedien. Zum Jahresende 1989, nach einer Gastrolle in der Anwalts-Serie L.A. Law – Staranwälte, Tricks, Prozesse, beendete Sian Barbara Allen ihre alles in allem eher unbefriedigend verlaufene Schauspielkarriere endgültig. Sie wirkte an drei Dutzend Film- und Fernsehproduktionen mit.
Allen starb am 31. März 2025 im Alter von 78 Jahren an den Folgen der Alzheimer-Krankheit.

## Filmografie (Auswahl)
- 1971: Rauchende Colts (Gunsmoke, Fernsehserie, 3 Folgen)
- 1971–1974: Dr. med. Marcus Welby (Marcus Welby, M.D., Fernsehserie, 3 Folgen)
- 1972: The Scarecrow (Fernsehfilm)
- 1972: Owen Marshall – Strafverteidiger (Owen Marshall: Counselor at Law, Fernsehserie, Folge 1x19)
- 1972: FBI (The F.B.I., Fernsehserie, Folge 7x21)
- 1972: The Family Rico (Fernsehfilm)
- 1972: Ausgeliefert (You’ll Like My Mother)
- 1972: Bonanza (Fernsehserie, Folge 14x06)
- 1972–1974: Der Chef (Ironside, Fernsehserie, 3 Folgen)
- 1973: Columbo (Fernsehserie, Folge Ein Hauch von Mord)
- 1973: Die Waltons (The Waltons, Fernsehserie, 2 Folgen)
- 1974: Begrabt die Wölfe in der Schlucht (Billy Two Hats)
- 1974: Kojak – Einsatz in Manhattan (Kojak, Fernsehserie, Folge 1x19)
- 1974: Detektiv Rockford – Anruf genügt (The Rockford Files, Fernsehserie, Folge 1x05)
- 1975: Adam-12 (Fernsehserie, Folge 7x23)
- 1975: Eric (Fernsehfilm)
- 1976: Die Entführung des Lindbergh-Babys (The Lindbergh Kidnapping Case, Fernsehfilm)
- 1976: Der Preis der Macht (Captains and the Kings, Miniserie)
- 1976: Smash-Up on Interstate 5 (Fernsehfilm)
- 1977: Hawaii Fünf-Null (Hawaii Five-O, Fernsehserie, Folge 10x11)
- 1978: Baretta (Fernsehserie, Folge 4x18)
- 1979: Der unglaubliche Hulk (The Incredible Hulk, Fernsehserie, Folge 2x21)
- 1984: Falcon Crest (Fernsehserie, Folge 4x06)
- 1988: Cagney & Lacey (Fernsehserie, Folge 7x22)
- 1990: L.A. Law – Staranwälte, Tricks, Prozesse (L.A. Law, Fernsehserie, Folge 4x13)